# Luigi Furlan
Pour les articles homonymes, voir Furlan.
Luigi Furlan (né le 22 juin 1963 à Genève en Suisse) est un coureur cycliste italien, professionnel de 1986 à 1995.

## Palmarès

### Palmarès amateur
- 1984
  -  Champion d'Italie sur route amateurs
  - Grand Prix de Poggiana
  - 2e du Giro dell'Alto Montefeltro
- 1985
  - Trofeo Gianfranco Bianchin
  - 2e du Grand Prix de Poggiana

### Palmarès professionnel
- 1986
  - 4e étape du Tour de Luxembourg
- 1987
  - 3e du Tour du Canton de Genève
- 1988
  - Tour d'Ombrie
- 1990
  - 2e du Tour du Canton de Genève
- 1992
  - 5e étape du Miller Superweek
  - 3e étape de la Route du Sud

## Résultats sur les grands tours

### Tour de France
1 participation
- 1986 : abandon (17e étape)

### Tour d'Italie
2 participations
- 1987 : 49e
- 1988 : 97e